# كوم شريك
قرية كوم شريك هي إحدى القرى التابعة لمركز كوم حمادة في محافظة البحيرة في جمهورية مصر العربية. حسب إحصاءات سنة 2006، بلغ إجمالي السكان في كوم شريك 6034 نسمة، منهم 3186 رجل و2848 امرأة.

## التاريخ
قرية كوم شريك من القرى القديمة، حيث ورد ذكرها في المسالك والممالك لابن خرداذبه في وصف الطريق بين الفسطاط والإسكندرية، كما وردت في قوانين ابن مماتي وفي تحفة الإرشاد من أعمال حوف رمسيس، وفي التحفة السنية لابن الجيعان من أعمال البحيرة.